# Cultura della Repubblica Democratica del Congo
La cultura della Repubblica Democratica del Congo è il prodotto della varietà di stili di vita e tradizioni delle centinaia di singole etnie del paese e delle loro modificazioni in seguito al rapporto con l'Europa e l'Occidente in epoca coloniale e post-coloniale. Anche le vicissitudini politiche del paese (in particolare la lotta per l'indipendenza, il regime di Mobutu Sese Seko, e la Prima e la Seconda Guerra del Congo) hanno avuto un impatto importante sulla cultura del paese. Come in molti paesi africani, le zone rurali conservano in misura maggiore le tradizioni dell'epoca precoloniale, mentre la cultura delle grandi città è fortemente influenzata da quella occidentale.

## Etnie e lingue

Distribuzione delle principali lingue bantu nel Congo

I confini della Repubblica Democratica del Congo (RDC), come quelli della maggior parte degli stati africani, furono stabiliti in epoca coloniale e senza tenere conto della demografia della regione e in particolare della distribuzione dei vari gruppi etno-linguistici. Entro i confini della RDC risultarono inclusi circa 250 etnie distinte, ciascuna con una propria lingua nativa. Queste etnie possono essere classificate in quattro gruppi principali:
- i pigmei sono i più antichi abitatori della regione; hanno subito meno di altri gruppi l'influenza europea, e mantengono tuttora, in alcune zone, lo stile di vita tradizionale, basato sulla caccia e la raccolta dei prodotti della foresta;
- i bantu hanno popolato il bacino del Congo nel corso di diverse ondate migratorie avvenute probabilmente fra il XX secolo a.C. e il VI secolo d.C. Sono suddivisi in numerosi gruppi etno-linguistici; le tre lingue più parlate sono il kikongo ya leta (conosciuto anche come kituba, una lingua creola basata sul kikongo)[1], il lingala e il chiluba. Il lingala è in relazione di mutua intelligibilità con molte altre lingue bantu del Congo, e per questo motivo svolge il ruolo di lingua franca del paese;
- un gruppo di ceppo principalmente bantu, ma storicamente e linguisticamente distinguibile, è quello della popolazione di lingua kingwana, un dialetto dello swahili, correlato con le popolazioni di Tanzania, Ruanda, Uganda e Burundi;
- i camiti, originari del Darfur e dell'Etiopia.

Questo complesso quadro etno-linguistico dà luogo a una grande varietà culturale, ulteriormente arricchita dallo scambio e dall'influenza reciproca fra i diversi gruppi, che in particolare nelle zone urbane vivono a stretto contratto e in relazione; i matrimoni inter-etnici sono frequenti. Molti congolesi parlano più di una lingua; oltre alle lingue di origine africana, sono molto diffuse anche il francese e (soprattutto nella parte orientale del paese) l'inglese. La presenza europea ha ancora una influenza rilevante sulla cultura; nelle campagne attraverso l'opera dei missionari e nelle città soprattutto nel commercio e nell'impresa. In questi ultimi settori operano anche comunità di libanesi e pakistani.

## Religione

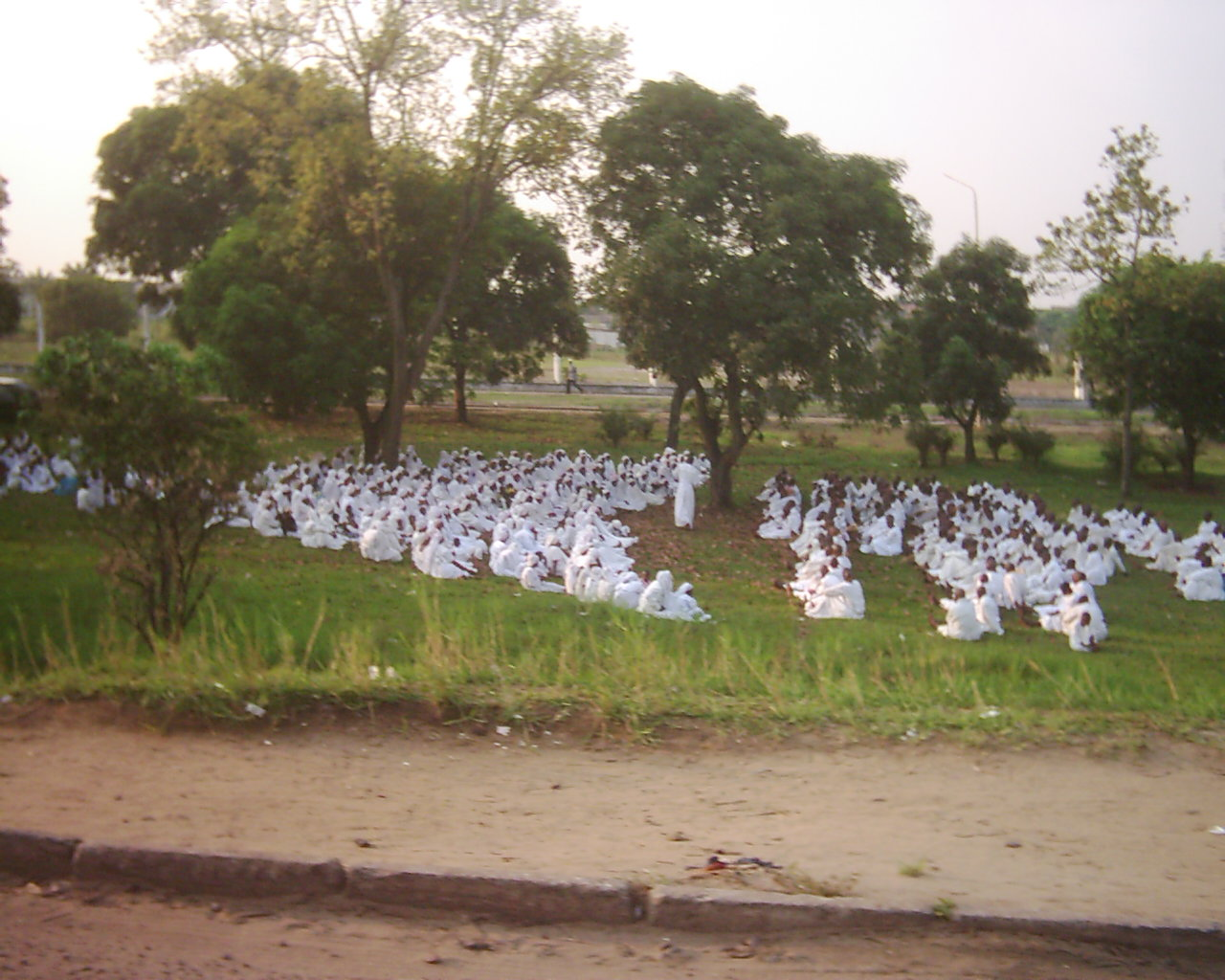
Cerimonia di cristiani branhamisti a Kinshasa

Le religioni più diffuse della RDC possono essere catalogate come segue:
- cattolicesimo - circa 50%
- protestantesimo (diverse denominazioni) - ca. 20%
- religioni tradizionali africane (animiste) - ca. 11%
- kimbanguismo e altre denominazioni cristiane indigene - ca. 13%
- islam - ca. 1,5%
- altre denominazioni cristiane - ca 1%

Nelle città si trovano piccole ma influenti comunità ebraiche e induiste.

### Religione e mitologia tradizionali
Anche se solo l'11% della popolazione della RDC ha mantenuto il sistema di credenze religioso tradizionale della propria etnia di appartenenza, molti elementi dei culti tradizionali bantu sono sopravvissuti integrandosi in modo sincretico con il Cristianesimo. Alcuni elementi di origine tradizionale ricorrenti nella cultura religiosa dei congolesi sono i seguenti:
- l'idea di un cane (onnipresente o che abita nei cieli) che però non è direttamente coinvolto nelle vicende umane;
- l'idea che il corpo sia mosso da una forza vitale intangibile, che lo abbandona trasformandosi in puro spirito al momento della morte;
- l'idea che sulla di ogni persona una influenza importante sia esercitata dagli spiriti dei suoi antenati, che svolgono anche la funzione di intermediario fra il piano divino e quello terreno; gli antenati più antichi sono spesso messi in relazione sincretica con i santi della tradizione cattolica e cristiana;
- la credenza che certi luoghi e oggetti della natura (stagni, sorgenti, monti, ecc.) siano abitati da un proprio spirito;
- l'immagine di un regno dei morti sotterraneo (spesso collocato sotto un lago), simile a una replica il mondo terreno;[2]
- i feticci, oggetti caricati di potere magico; nel Congo vengono in genere chiamati minkisi
- la fiducia in una grande varietà di figure sacerdotali (diverse nelle diverse culture) con ruolo di indovini, stregoni, interpreti di sogni e guaritori;
- l'abitudine di praticare riti e cerimonie all'aperto, per esempio presso particolari alberi e incroci stradali, in specifiche ore del giorno.

### Cristianesimo
Il cristianesimo ha una lunga tradizione nella RDC, che affonda le proprie radici nei rapporti fra i Portoghesi (i primi europei ad arrivare nella regione) e il Regno del Congo alla fine del XV secolo. Nel 1484 si ebbe la prima conversione al cristianesimo di un re del Congo, Nzinga a Nkuwu, e il suo successore Afonso I, eletto al trono nel 1506, strinse importanti relazioni fra il suo regno e il Vaticano.
In questi primi decenni, tuttavia, la conversione al cristianesimo fu essenzialmente limitata ai sovrani o al loro entourage. Il cristianesimo iniziò a diffondersi presso le masse in epoca coloniale o immediatamente precoloniale, prima attraverso la predicazione dei missionari e poi l'influenza dell'autorità coloniale belga. Inizialmente, la partecipazione degli africani alla religiosità cristiana si caratterizzò come imitazione di quella degli europei; col passare del tempo, tuttavia, si sviluppò un approccio indigeno al cristianesimo. Per esempio, canti e danze tradizionali divennero parte di alcune celebrazioni religiose cristiane, e gradualmente anche la mitologia e il folklore locali (per esempio le fiabe) vennero rielaborati in chiave cristiana dalle comunità di credenti congolesi. Se da una parte questo processo diede un carattere originale alle comunità cristiane congolesi, in molti ne derivarono anche nuovi movimenti religiosi sincretici.

### Kimbanguismo
Fra i movimenti religiosi indigeni di derivazione cristiana, quello predominante è il kimbanguismo, un movimento profetico fondato nella prima metà del XX secolo da Simon Kimbangu, un ex sacerdote che sosteneva di essere stato scelto da Gesù Cristo con lo scopo di diffondere la vera fede nel mondo. Il movimento fondato di Kimbangu, come altri della stessa epoca, si presentava come cristiano e anticolonialista, ed entrambi gli elementi contribuirono a decretare il suo successo presso le masse e il suo conseguente peso politico nell'epoca della lotta per l'indipendenza. Kimbangu fu arrestato e morì in carcere nel 1951, ma dalla sua predicazione prese corpo uno dei più importanti movimenti afrocristiani, che conta oggi oltre 17 milioni di fedeli. Durante il regime di Mobutu Sese Seko, il kimbanguismo ha acquisito lo status di religione ufficiale nella RDC e si è diffuso nelle nazioni confinanti.

## Alimentazione

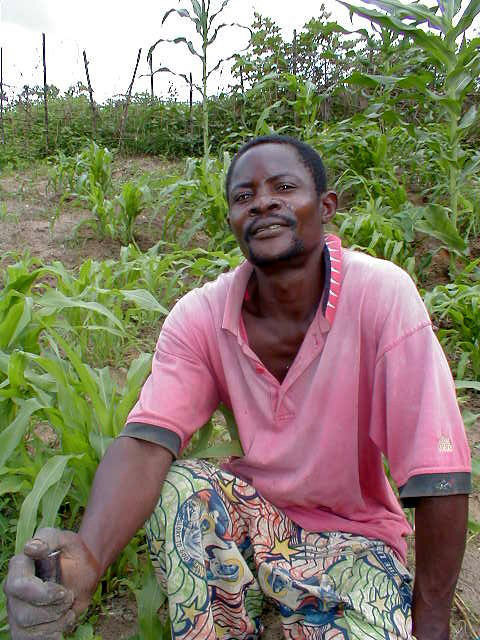
Agricoltore congolese

Gli effetti diretti e indiretti della guerra civile hanno progressivamente impoverito le due principali economie di sussistenza del paese, l'agricoltura e l'allevamento. Attualmente, meno del 2% del terreno è coltivato. Una parte rilevante del cibo deriva da pratiche di caccia e raccolta, e comprende frutta selvatica, funghi, miele, cacciagione e pesce. I principali prodotti coltivati sono mais, riso, manioca, igname, patate dolci, taro, platano, pomodoro, zucca, piselli e arachidi, che complessivamente costituiscono la base della cucina tradizionale congolese (mentre caffè e olio di palma vengono prodotti soprattutto per l'esportazione).

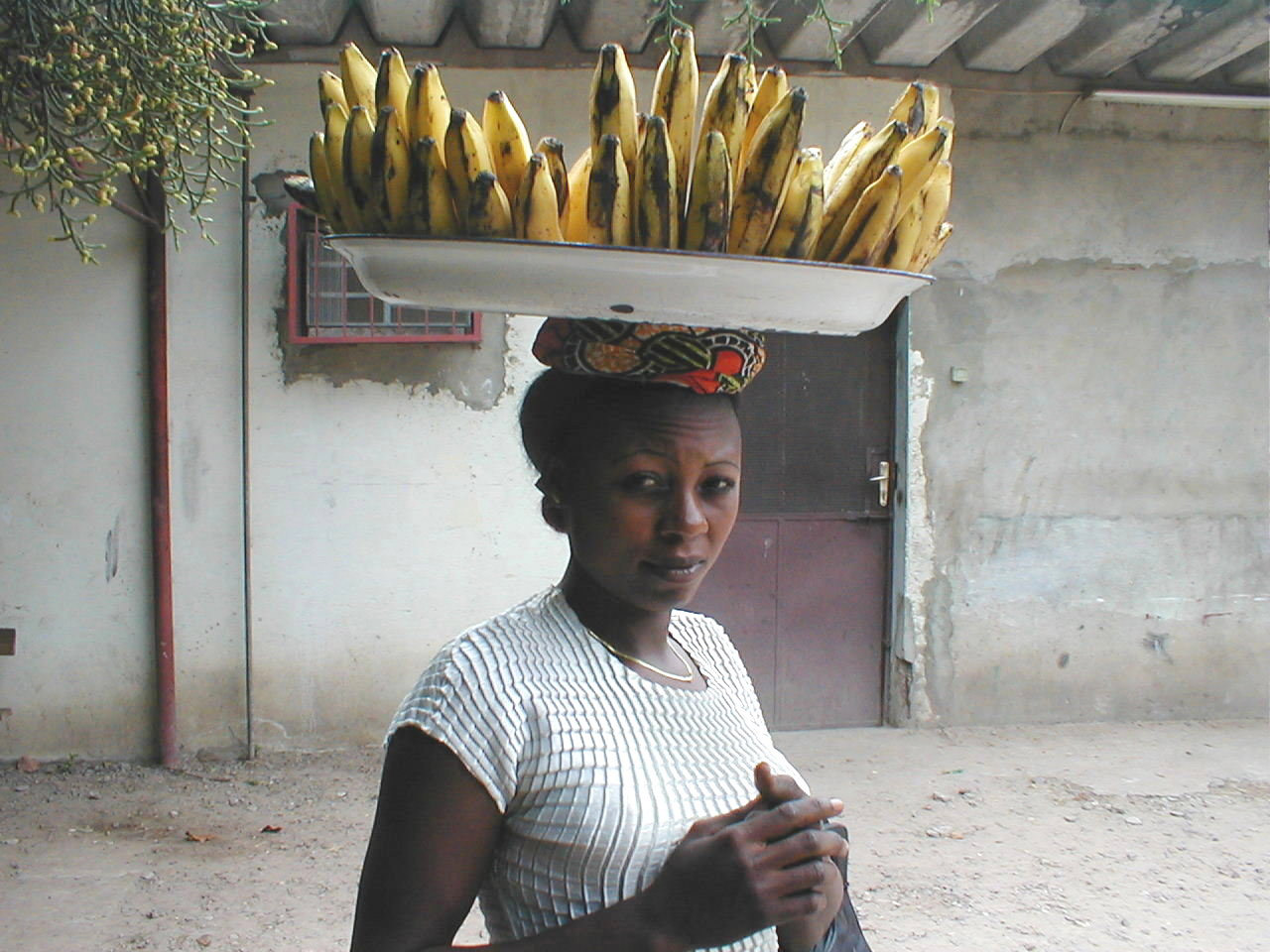
Donna congolese che trasporta banane in testa

I piatti più tipici della cucina congolese sono stufati di verdure e carne, accompagnati da un contorno basato su una purea realizzata con una varietà di farine. La purea di cassava (farina di manioca) o di farina di mais (chiamata fufu o ugali) viene appallottolata in polpette e intinta nella salsa dello stufato; la purea di platano viene appallottolata e arrostita; e infine è frequente l'uso di purea di patata dolce, che in alcune regioni viene preparata mescolandola con arachidi arrostite. In alternativa alla purea, il contorno può essere costituito da riso, spesso mescolato ai fagioli.
I vegetali che si accompagnano a questi contorni possono essere foglie di manioca, tshitekutaku (una pianta simile agli spinaci) e in alcuni casi gombo. In alcune cucine etniche, per esempio quella dei Luba, è anche comune l'impiego di funghi. Il consumo di carne è abbastanza raro, a causa del prezzo elevato; si mangia soprattutto capra. Il mwamba è una tipica ricetta a base di pollo, cotto in una salsa di arachidi. Piuttosto comuni sono i piatti a base di pesce, soprattutto nelle varietà che si pescano nei corsi d'acqua e nei laghi del bacino del fiume Congo. Il pesce viene cotto, bollito o fritto in una varietà di modi, e anche salato o affumicato per conservarlo nel tempo. Nei mercati si trovano comunemente involtini di pesce pepato e cotto avvolto in foglie di banano. Le salse usate come condimento sono in genere a base di pomodoro, cipolla, o erbe aromatiche locali. Si usano anche comunemente oli vegetali, sale, peperoncino e pepe verde. Dalla cassava si ricava anche il kwanga un tipo di pane fermentato, che viene anche prodotto industrialmente. Nella cucina tradizionale congolese compaiono anche piatti a base di insetti commestibili, come le cavallette o certi tipi di bruchi.

### Nganda
Gli nganda sono un tipo di esercizio a metà fra un bar e un ristorante, tipico della RDC e in particolare della zona di Kinshasa. In genere propongono uno specifico piatto, che può variare a seconda delle zone fra involtini di pesce in foglie di platano, pesce in salsa accompagnato da kwanga, o carne di capra con riso e verdure. Spesso offrono anche birra e pane di tipo occidentale.

## Abbigliamento

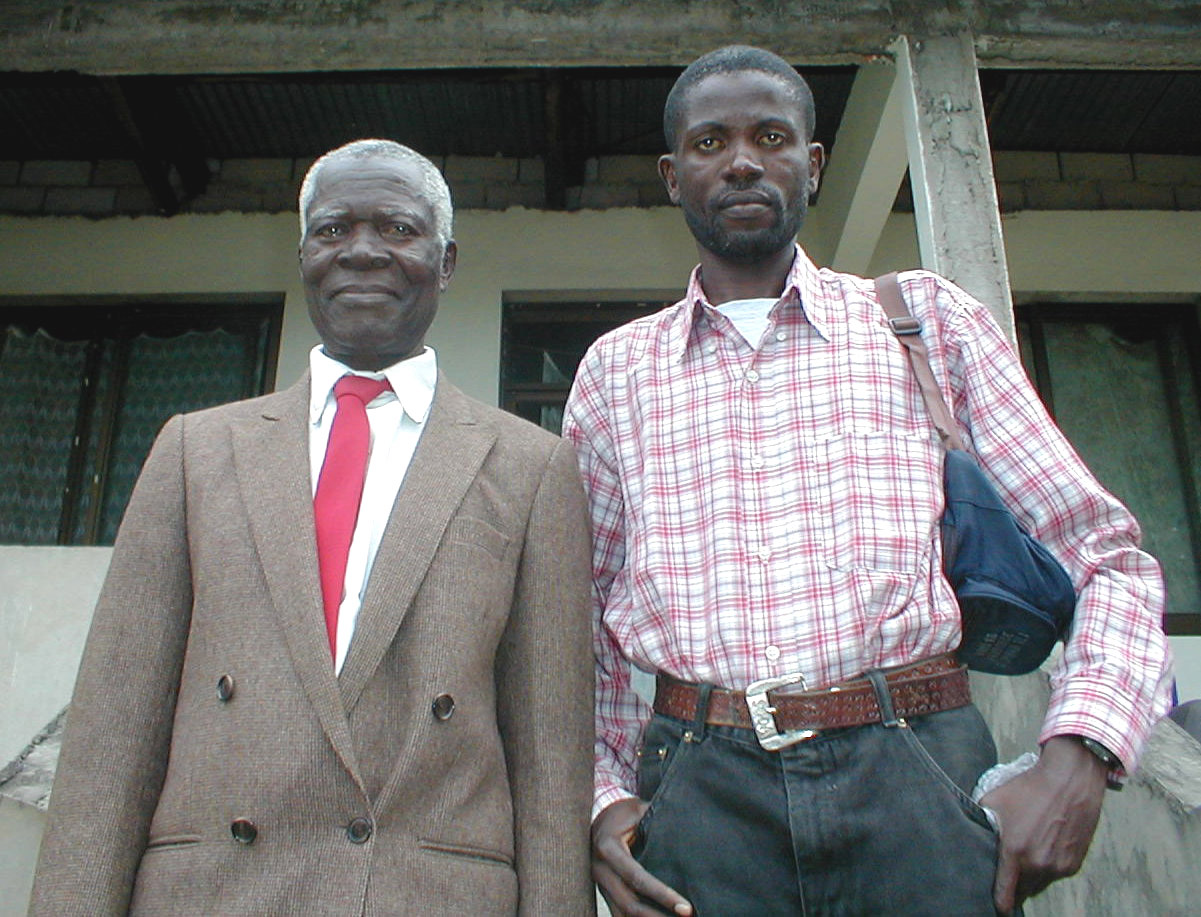
Abbigliamento maschile. Il vestiario dell'uomo più giovane ricorda la sottocultura dei "bills" di Kinshasa

L'abbigliamento tradizionale congolese era costituito da abiti realizzati in rafia e usando i sottili fogli ricavabili dalla corteccia di certi alberi. Questo tipo di vestiti oggi viene impiegato solo in particolari circostanze rituali o cerimoniali. Dall'epoca coloniale in poi, la moda congolese moderna è basata in larga misura sul modello occidentale, soprattutto per quanto riguarda l'abbigliamento maschile. Ha fatto eccezione soltanto un periodo del regime di Mobutu, in cui gli abiti occidentali furono proibiti e sostituiti dall'abacost, una divisa simile alla giacca maoista cinese.
Negli anni cinquanta, soprattutto a Kinshasa, si diffuse la moda dei "bills", che era ispirata al "look" dei cow-boy dei film western statunitensi e di cui rimangono tracce anche nell'abbigliamento congolese odierno. Più recentemente, soprattutto presso la popolazione giovane, una grande influenza sull'abbigliamento viene esercitata dal look dei musicisti, sia locali (per esempio quelli delle star del soukous) che stranieri (come i rapper statunitensi).

## Letteratura

### Tradizione orale
La letteratura congolese di epoca precoloniale è costituita di una vasta tradizione orale di racconti, favole, poesie, differenziata a seconda dei diversi popoli mongholi e delle diverse culture presenti nel paese. Come in altri paesi dell'Africa centrale e occidentale, sono particolarmente diffusi nella tradizione congolese le poesie e i racconti che si declamano con l'accompagnamento dei tamburi. Un elemento piuttosto insolito della tradizione congolese è la presenza di racconti epici (piuttosto rari in Africa); particolarmente noto è il Mwindo, un poema epico in prosa e versi del popolo nyanga.

### Letteratura moderna
La letteratura congolese moderna ha iniziato a svilupparsi solo nella seconda metà del XX secolo. Prima di allora ci sono solo pochissimi scritti pubblicati opera di congolesi, tra i quali si può citare La psychologie des Bantu ("La psicologia dei bantui") del prete congolese Stefano Kaoze. A parte questo e pochi altri esempi, gran parte dei testi pubblicati nello Zaire nei primi decenni del secolo erano libri didattici a opera di missionari, che spesso scrivevano nelle lingue locali (kikongo, lingala, otetela, swahili, chiluba) per raggiungere la popolazione.
Dopo la Seconda guerra mondiale, nello Zaire come altrove in Africa, gli africani acquisirono una nuova consapevolezza della propria condizione e la nascita dei movimenti indipendentisti fu accompagnata dal tentativo di esprimere anche artisticamente la propria identità. Un importante veicolo di sviluppo della letteratura congolese nera fu il mensile letterario La Voix du Congolais ("la voce congolese"), fondato nel 1945. In questo periodo emersero fra gli altri i due scrittori Antoine-Roger Bolamba (che avrebbe in seguito cambiato nome in Bolamba Lokolé) e Paul Lomami-Tchibamba. A questi seguirono altri autori, come Désiré-Joseph Basembe, Albert Mongita e lo stesso Patrice Lumumba, in seguito primo ministro della Repubblica del Congo indipendente. Nel 1962, ulteriore impulso allo sviluppo della letteratura congolese venne dalla nascita del circolo letterario Romans d'Inspiration Africaine, in cui si formarono una nuova generazione di scrittori come Lisembé Elebe, Timothée Malembe, Valentin-Yves Mudimbe, Withankenge Walukumbu-Bene, Zamenga Batukezanga e altri.
Una terza generazione di scrittori congolesi, fra cui spiccano Pius Ngandu Nkashama, Kama Kamanda e Kashi M'Bika Katende, si affermò negli anni ottanta. In seguito, l'acuirsi dell'instabilità politica, la guerra civile e la crisi economica portarono molti intellettuali a fuggire dal paese, soffocando progressivamente la scena letteraria congolese.

## Musica
Il genere musicale più caratterizzante della RDC è senza dubbio il soukous (anche noto come "rumba africana" o "rumba congolese"), sviluppatosi nello Zaire a partire dagli anni quaranta. Il soukous deriva dalla rumba cubana (estremamente popolare in Congo nella prima metà del XX secolo), ma ha subito dalle sue origini una costante evoluzione a opera di innovatori come François Luambo Makiadi detto "Franco", Manu Dibango, Sam Mangwana, Pepe Kalle, Zaïko Langa Langa (premiati nel 2000 come "miglior gruppo musicale congolese del secolo" dalla Congolese Media Association) e altri. Come la rumba da cui deriva, il soukous è un genere musicale da ballo; si è sviluppato soprattutto nelle sale da ballo e nelle discoteche con musica dal vivo di Kinshasa.
Il soukous ha avuto una grandissima influenza sulla musica dell'Africa subsahariana; soprattutto in Africa centrale e orientale, gran parte della musica prodotta fra gli anni cinquanta e anni novanta si può considerare un adattamento del soukous congolese. Esempi di generi chiaramente derivati dal soukous sono la muziki wa dansi tanzaniana, la rhumbira dello Zimbabwe, il benga del Kenya, e altri.

## Sport
Come nella maggior parte dell'Africa subsahariana, il principale sport praticato nella RDC è il calcio. Ha un certo seguito anche il basket, che è però uno sport meno popolare per via dell'attrezzatura più costosa necessaria per praticarlo.

## Arti figurative
L'arte tradizionale congolese è diversificata in funzione delle diverse etnie presenti nel paese, ma in generale riconducibile alle caratteristiche generali dell'arte dell'Africa subsahariana e bantu; sono note per esempio le statue in legno e le maschere. A questa tradizione si ispirano anche artisti come moderni come Chéri Samba or Bodys Isek Kingelez.